# Stemmadenia tomentosa
Tabernaemontana tomentosa là một loài thực vật thuộc họ Apocynaceae. Đây là loài đặc hữu của México.